# Lussault-sur-Loire
Lussault-sur-Loire ist eine französische Gemeinde mit 890 Einwohnern (Stand: 1. Januar 2022) im Département Indre-et-Loire in der Region Centre-Val de Loire; sie gehört zum Arrondissement Loches und zum Kanton Amboise (bis 2015: Kanton Vouvray). Die Einwohner werden Lussaudiers genannt.

## Geographie
Lussault-sur-Loire liegt etwa zehn Kilometer östlich von Tours in der Landschaft Touraine. Die Loire begrenzt die Gemeinde im Norden. Umgeben wird Lussault-sur-Loire von den Nachbargemeinden Noizay im Norden, Nazelles-Négron im  Nordosten, Amboise im Osten, Saint-Martin-le-Beau im Süden sowie Montlouis-sur-Loire im Westen.

## Bevölkerungsentwicklung
| Jahr                       | 1962 | 1968 | 1975 | 1982 | 1990 | 1999 | 2006 | 2017 |
| Einwohner                  | 446  | 386  | 464  | 575  | 665  | 693  | 703  | 789  |
| Quellen: Cassini und INSEE |      |      |      |      |      |      |      |      |

## Sehenswürdigkeiten
- Kirche Saint-Étienne aus dem 16. Jahrhundert mit späteren An- und Umbauten

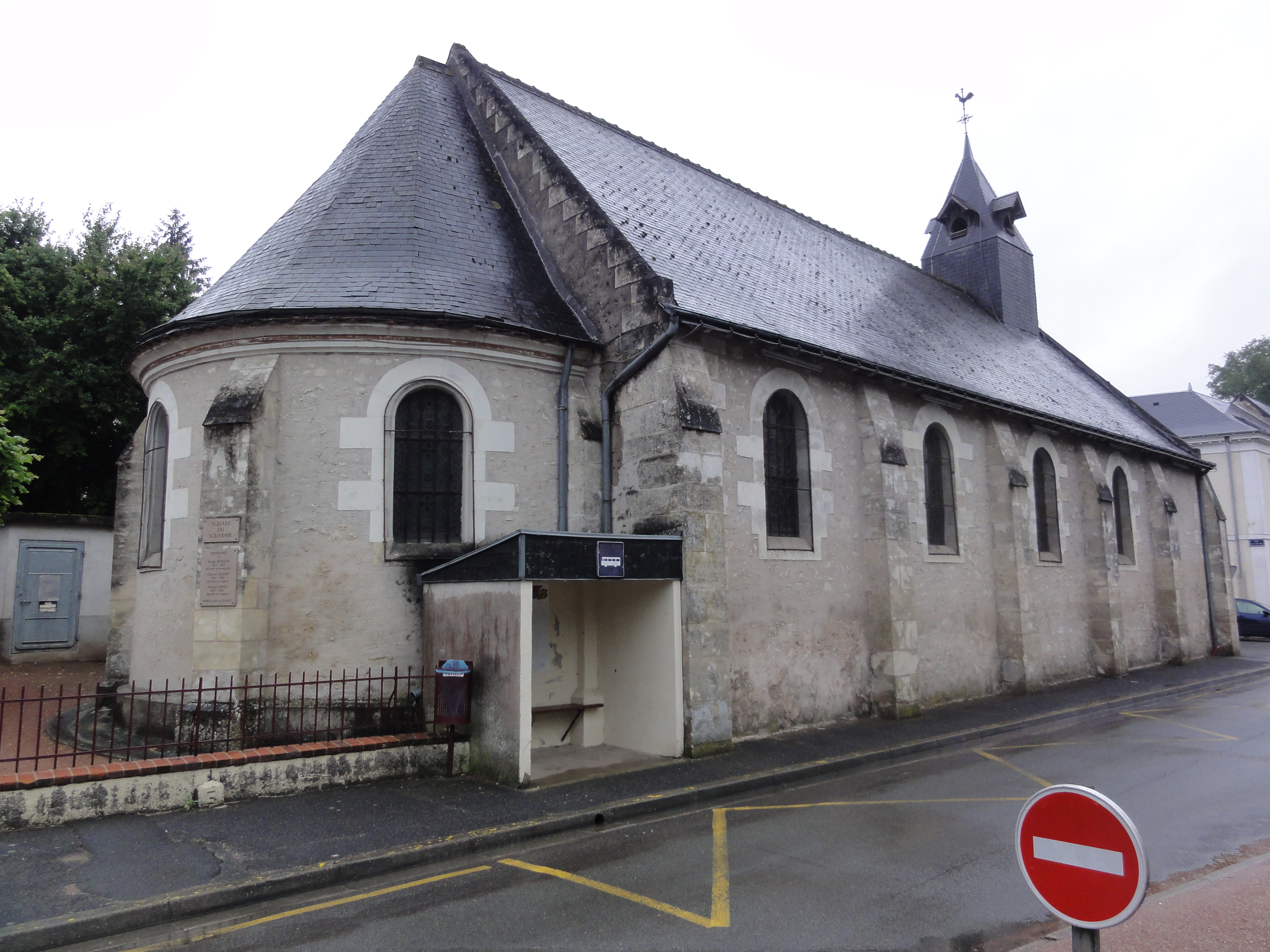
Kirche Saint-Étienne